# Ванильный сахар
Ванильный сахар — популярный кондитерский полуфабрикат, смесь сахарной пудры (реже — сахара) с порошком натуральной ванили или её искусственным заменителем  — ванилином. Реже применяется технология, при которой сахарную пудру ароматизируют натуральным жидким ванильным экстрактом. Для приготовления 400 или 500 граммов ванильного сахара достаточно одной ложки ванильного экстракта или одной палочки натуральной ванили. 
Ванильный сахар широко распространён в России и большинстве европейских стран. Востребован как в промышленности, так и в домашнем хозяйстве. Используется при приготовлении различных десертов, сладких выпечки и напитков. При желании, ванильный сахар можно приготовить дома, добавив 1-2 целых стручка натуральной ванили в банку с 400 или 500 граммами обычного белого сахара и выдержав в закрытой банке в течение двух недель.